# Astronomie
Acest articol este despre studiul științific al obiectelor cerești.
Nu trebuie confundat cu pseudoștiința astrologie.

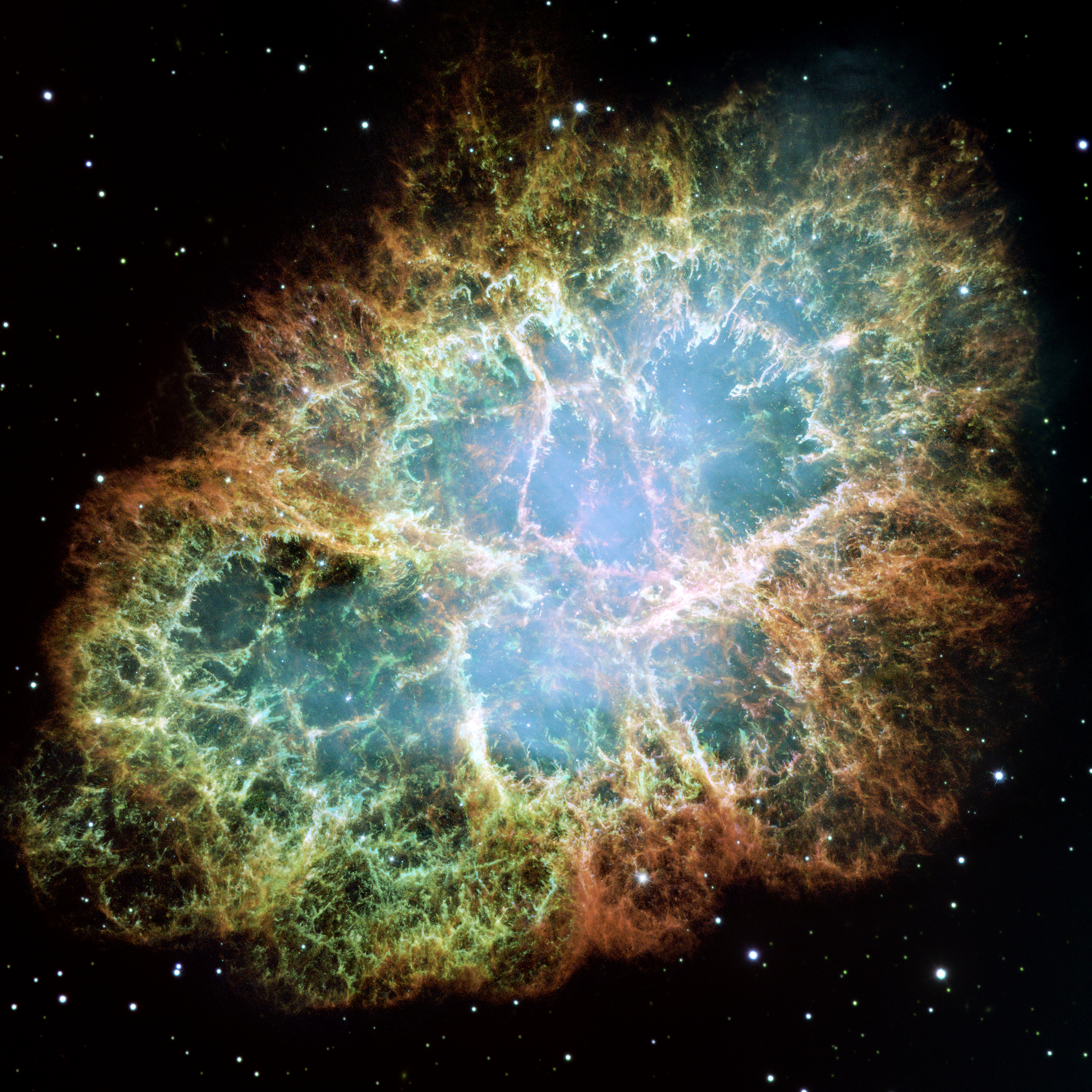
Nebuloasa Crabului, o rămășiță de supernovă. Foto: Hubble

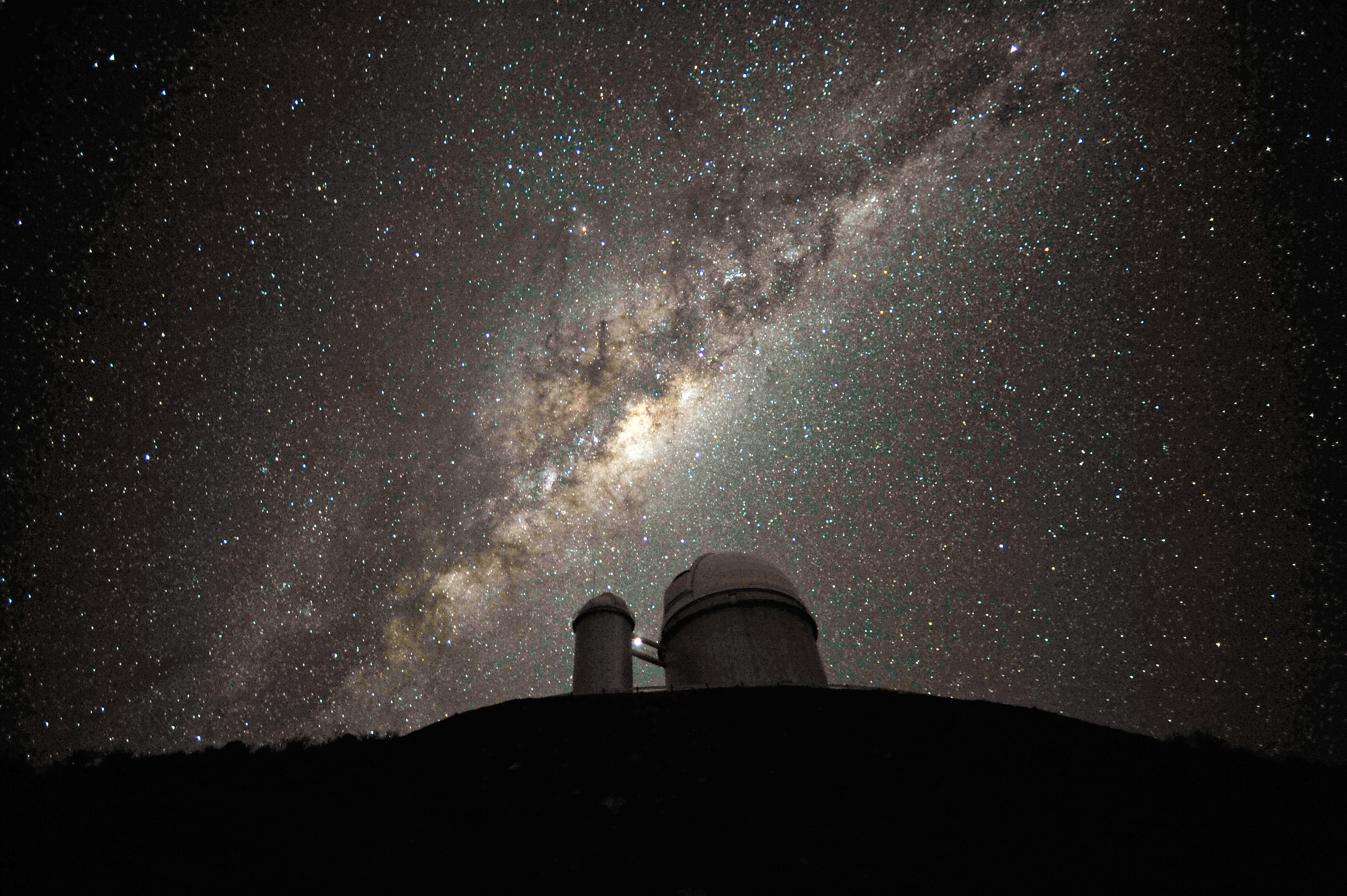
Calea Lactee văzută de la Observatorul La Silla, Chile

Astronomia (greacă ἀστρονομία / ástronomía) este o știință naturală care studiază obiecte și fenomene cerești. Folosește matematica, fizica și chimia pentru a explica originea și evoluția lor. Printre obiectele de interes se numără: planete, sateliți naturali, stele, nebuloase, galaxii și comete. Fenomenele relevante includ explozii de supernove, explozii de raze gamma, quasari, blazari, pulsari, și radiații cosmice de fond. Mai general, astronomia studiază tot ceea ce își are originea în afara atmosferei Pământului. Cosmologia este o ramură a astronomiei și studiază Universul în ansamblu.
Astronomia este una dintre cele mai vechi științe naturale. Civilizațiile timpurii din istoria înregistrată au făcut observații metodice despre cerul nopții. Acestea includ babilonienii, grecii, indienii, egiptenii, chinezii, Maya și multe popoare indigene antice din America. În trecut, astronomia includea discipline la fel de diverse precum astrometria, navigația cerească, astronomia observațională și întocmirea calendarelor. În zilele noastre, astronomia profesionistă este sinonimă cu astrofizica.
Astronomia profesionistă este împărțită în două ramuri: observațională și teoretică. Astronomia observațională este concentrată pe achiziționarea de date din observațiile obiectelor astronomice. Aceste date sunt apoi analizate folosind principii de bază ale fizicii. Astronomia teoretică este orientată spre dezvoltarea de modele computerizate sau analitice pentru a descrie obiecte și fenomene astronomice. Aceste două câmpuri se completează reciproc. Astronomia teoretică încearcă să explice rezultatele observaționale, iar observațiile sunt folosite pentru a confirma rezultatele teoretice.
Amatorii joacă un rol activ în astronomie. Este una dintre puținele științe în care se aplică acest lucru. Este valabil mai ales pentru descoperirea și observarea evenimentelor tranzitorii. Astronomii amatori au ajutat la multe descoperiri importante, precum găsirea de noi comete.

## Etimologie
Astronomie (din grecescul ἀστρονομία / ástronomía, care s-a format din ἄστρον / astron, „stea” și -νομία / -nomia din νόμος / nomos, „lege”) înseamnă „legea stelelor”. Astronomia nu trebuie confundată cu astrologia, pseudoștiința conform căreia pozițiile relative ale obiectelor cerești ar putea oferi informații despre personalitatea, relațiile umane și alte probleme legate de viața umană. Deși cele două domenii au o origine comună, acum sunt complet distincte.

### Utilizarea termenilor „astronomie” și „astrofizică”
În general, ambii termeni „astronomie” și „astrofizică” pot fi folosiți pentru a se referi la același subiect. Pe baza unor definiții stricte ale dicționarului, „astronomie” se referă la „studiul obiectelor și materiei în afara atmosferei Pământului și a proprietăților lor fizice și chimice”,
în timp ce „astrofizica” se referă la ramură a astronomiei care se ocupă de „comportamentul, proprietățile fizice și procesele dinamice ale obiectelor și fenomenelor cerești”. În unele cazuri, ca în introducerea cărții The Physical Universe de Frank Shu termenul „astronomia” poate fi utilizată pentru a descrie studiul calitativ al subiectului, în timp ce „astrofizica” este utilizată pentru a descrie versiunea subiectului orientată către fizică. Cu toate acestea, având în vedere că majoritatea cercetărilor astronomice moderne tratează subiecte legate de fizică, astronomia modernă ar putea fi numită astrofizică.. Unele domenii, cum ar fi astrometria, sunt pur astronomie și nu astrofizică. Diverse departamente în care oamenii de știință efectuează cercetări pe acest subiect pot folosi „astronomie” și „astrofizică”, în parte depinzând dacă departamentul este afiliat istoric cu un departament de fizică, și mulți astronomi profesioniști au studii de fizică și nu studii de astronomie. Unele titluri ale revistelor științifice de top din acest domeniu includ The Astronomical Journal, The Astrophysical Journal și Astronomy & Astrophysics.

## Istoric

### Vremuri antice

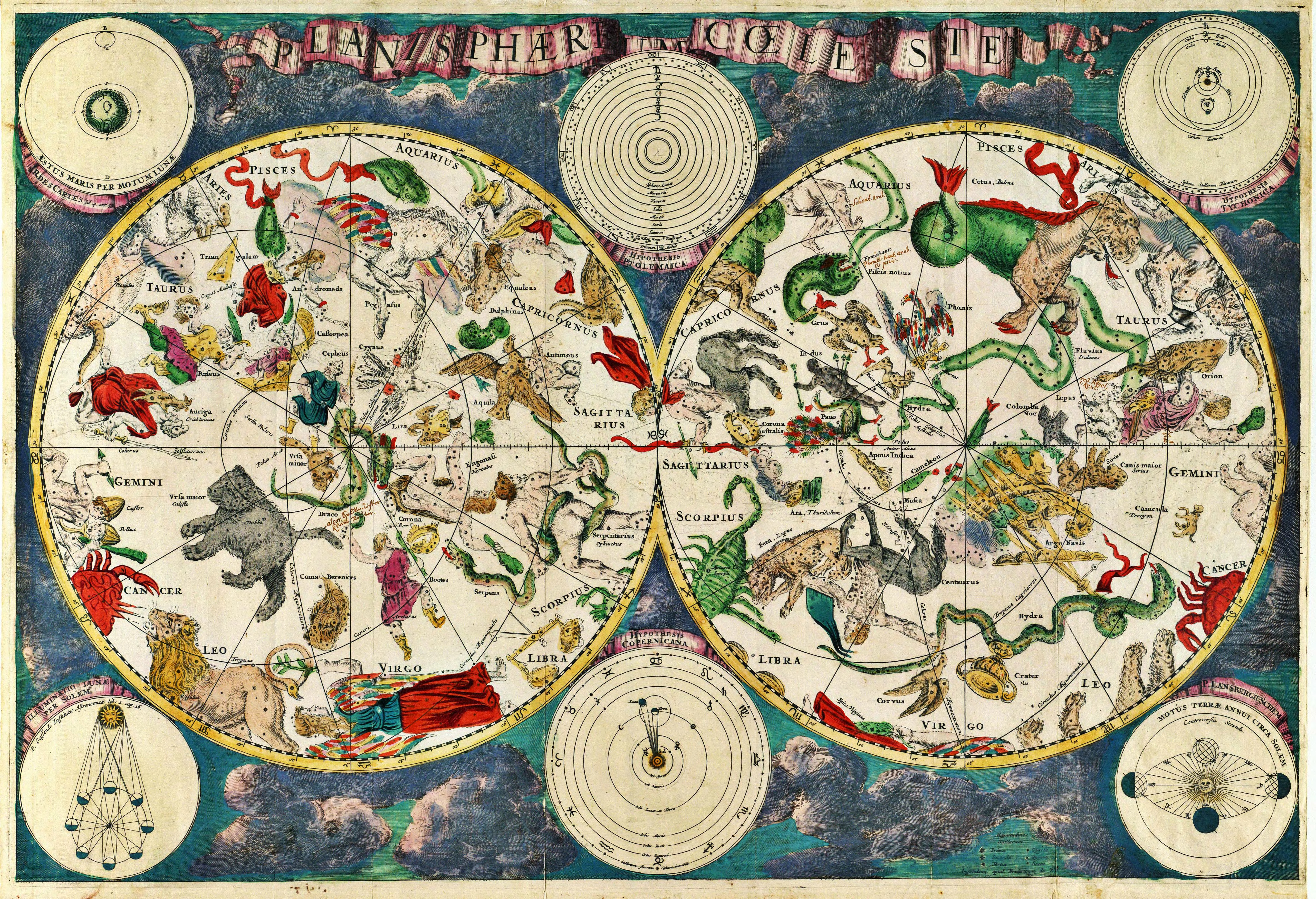
O hartă celestă din secolul al XVII-lea, de cartograful olandez Frederik de Wit

În timpurile istorice timpurii, astronomia a constat doar în observarea și predicțiile mișcărilor obiectelor vizibile cu ochiul liber. În unele locuri, culturile timpurii au asamblat artefacte masive care, probabil, au avut un scop astronomic. În plus față de utilizările lor ceremoniale, aceste observatoare ar fi putut fi folosite pentru a determina anotimpurile, un factor important în cunoașterea momentului în care să cultivi culturile și în înțelegerea duratei anului.
Înainte de a fi inventate instrumente precum telescopul, studiul timpuriu al stelelor a fost realizat cu ochiul liber. Pe măsură ce civilizațiile s-au dezvoltat, în special în Mesopotamia, Grecia, Persia, India, China, Egipt și America Centrală, s-au asamblat observatoare astronomice și au început să se dezvolte idei despre natura Universului. Cea mai mare parte a astronomiei timpurii a constat în cartografierea pozițiilor stelelor și a planetelor, știință denumită acum astrometrie. Din aceste observații, s-au format idei timpurii despre mișcările planetelor, iar natura Soarelui, a Lunii și a Pământului în Univers a fost explorată filosofic. Se credea că Pământul este centrul Universului, iar Soarele, Luna și stelele se rotesc în jurul său. Acesta este cunoscut sub numele de modelul geocentric al Universului, sau sistemul ptolemeic, numit după Ptolemeu.

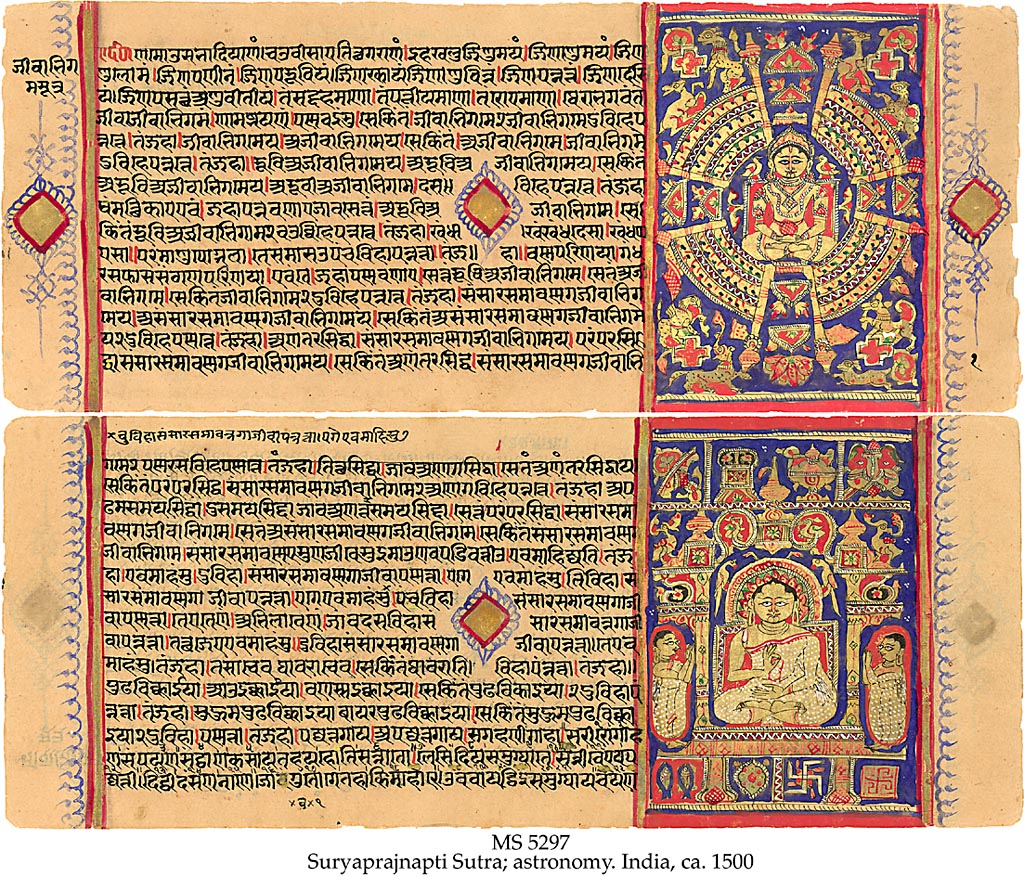
Suryaprajnaptisūtra, un text de astronomie din secolul al VI-lea î.Hr., The Schoyen Collection, Londra. Sus: manuscrisul său din c. 1500 d.Hr.

O dezvoltare timpurie deosebit de importantă a fost începutul astronomiei matematice și științifice, care a început printre babilonieni. Ei au pus bazele tradițiilor astronomice ulterioare care s-au dezvoltat în multe alte civilizații. Babilonienii au descoperit că eclipsele lunare reapar într-un ciclu care se repetă cunoscut ca saros.

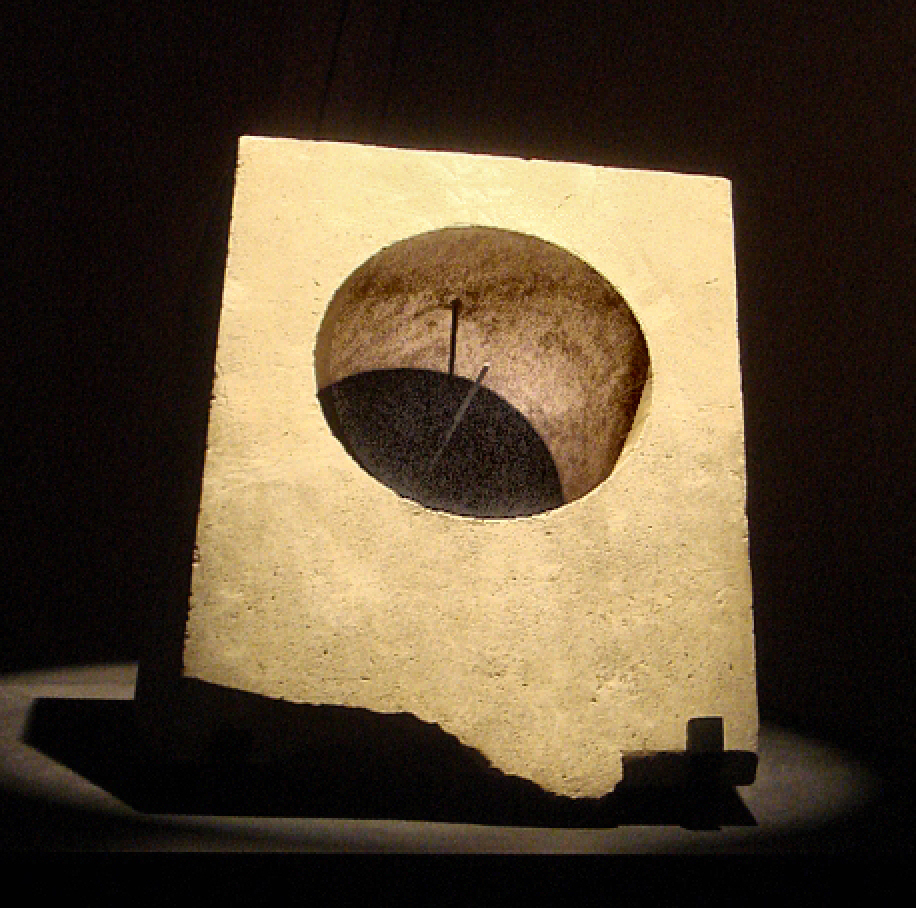
Ceasul ecuatorial grecesc, Ai-Khanoum, în prezent Afganistan, secolul III-II î.Hr.

După babilonieni, în Grecia Antică și în lumea elenistică s-au înregistrat progrese semnificative în astronomie. Astronomia greacă se caracterizează din start prin căutarea unei explicații raționale, fizice, pentru fenomenele cerești. În secolul al III-lea î.Hr., Aristarh din Samos a estimat dimensiunea Soarelui și Lunii precum și distanța de la Lună la Pământ și de la Soare la Pământ, și a propus un model al Sistemului Solar în care Pământul și planetele se roteau în jurul Soarelui, numit acum model heliocentric. În secolul al II-lea î.Hr., Hiparh a descoperit precesia, a calculat dimensiunea și distanța Lunii și a inventat cele mai vechi dispozitive astronomice cunoscute, cum ar fi astrolabul. Hiparh a creat de asemenea un catalog cuprinzător de 1020 de stele, iar majoritatea constelațiilor emisferei nordice provin din astronomia greacă. Mecanismul de la Antikythera (c. 150-80 î.Hr.) a fost un calculator analogic timpuriu conceput pentru a calcula poziția Soarelui, Lunii și planetelor pentru la o anumită dată. Artefacte tehnologice de complexitate similară nu au reaparut până în secolul al XIV-lea, când în Europa au apărut ceasuri astronomice mecanice.

### Evul Mediu

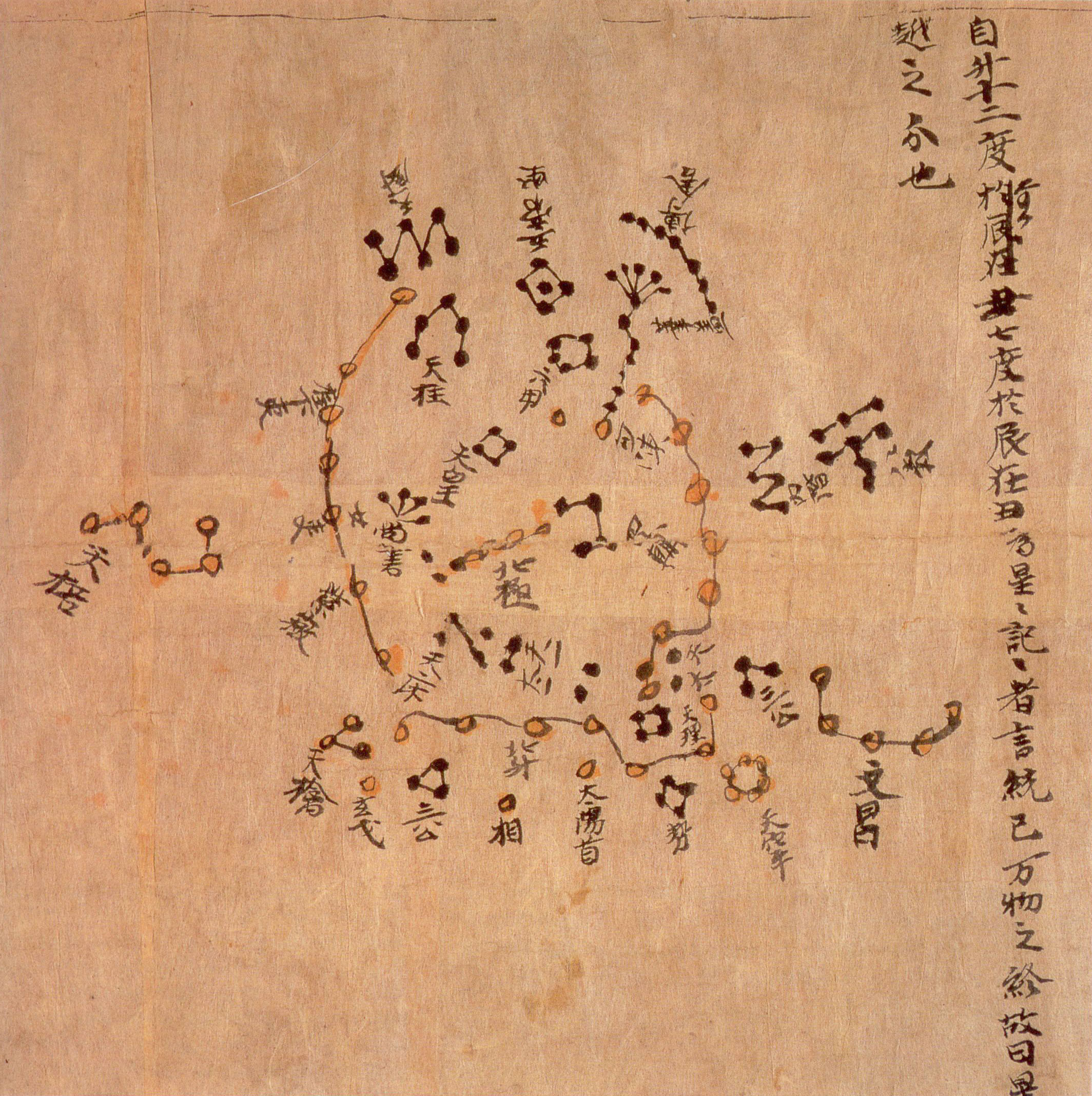
Detaliu din Harta celestă Dunhuang din timpul dinastia Tang realizată în jurul anului 700.

Europa Medievală a adăpostit o serie de astronomi importanți. Astronomul englez Richard de Wallingford (1292-1336) a adus contribuții majore în astronomie și horologie, inclusiv invenția primului ceas astronomic, Rectangulus, care a permis măsurarea unghiurilor între planete și alte corpuri astronomice, precum și un equatorium numit Albion care ar fi putut fi folosit pentru calcule astronomice, cum ar longitudinile lunare, solare și planetare și putea prezice eclipsele. Nicole Oresme (1320–1382) și Jean Buridan (1300–1361) au discutat pentru prima dată despre dovezile rotației Pământului; în plus, Buridan a dezvoltat și teoria impulsului (predecesorul teoriei științifice moderne a inerției), care a putut să arate că planetele erau capabile de mișcare fără intervenția îngerilor. Georg von Peuerbach (1423-1461) și Regiomontanus (1436-1476) au ajutat la progresul astronomic instrumental, care decenii mai târziu a dus la modelul heliocentric al lui Copernic.
Astronomia a înflorit în lumea islamică și în alte părți ale lumii. Aceasta a dus la apariția primelor observatoare astronomice din lumea musulmană la începutul secolului al IX-lea. În 964, Galaxia Andromeda, cea mai mare galaxie din Grupul Local, a fost descrisă de astronomul persan Abd al-Rahman al-Sufi în „Cartea cu stele fixe”.
Supernova SN 1006, cel mai strălucitor eveniment stelar înregistrat în istorie, a fost observat de astronomul egiptean Ali ibn Ridwan și astronomii chinezi în 1006. Printre astronomii proeminenți islamici (în majoritate persani și arabi) care au adus contribuții semnificative la progresul științei se numără Al-Battani, Thebit, Abd al-Rahman al-Sufi, Biruni, Abū Ishāq Ibrāhīm al-Zarqālī, Al-Birjandi și astronomii observatoarelor Maragheh și Samarkand. Astronomii din acea perioadă au introdus multe nume arabe folosite acum pentru stele individuale. Este posibil ca ruinele de la Great Zimbabwe și Timbuktu să fi adăpostit observatoare astronomice. Europenii au crezut anterior că nu a existat nici o observație astronomică în Africa sub-sahariană în timpul Evului Mediu pre-colonial, dar descoperirile moderne arată altceva.
Timp de peste șase secole (de la recuperarea învățămintelor antice din Evul Mediu târziu la Iluminism), Biserica Romano-Catolică a acordat mai mult sprijin financiar și social studiului astronomiei decât probabil toate celelalte instituții. Printre motivele Bisericii se număra și găsirea datei pentru Paști.

### Revoluția științifică

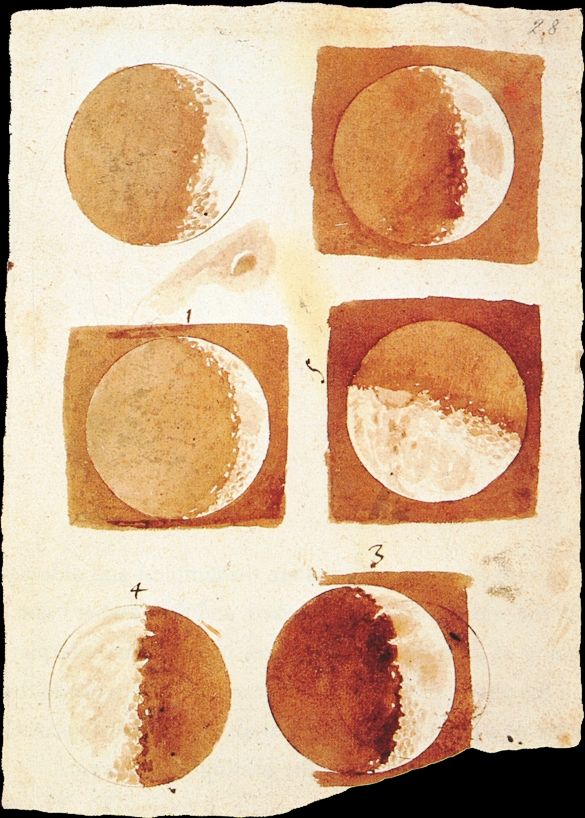
Schițele și observațiile lui Galileo asupra Lunii au dezvăluit că suprafața era muntoasă.

În timpul Renașterii, Nicolaus Copernicus a propus un model heliocentric al sistemului solar. Opera sa a fost apărată de Galileo Galilei și extinsă de Johannes Kepler. Kepler a fost primul care a conceput un sistem care a descris corect detaliile mișcării planetelor în jurul Soarelui. Cu toate acestea, Kepler nu a reușit să formuleze o teorie în spatele legilor pe care le-a scris. Acest lucru s-a întâmplat în 1687 când Isaac Newton descoperă Legea atracției universale care a explicat în sfârșit mișcările planetelor. Newton a dezvoltat și telescopul reflectorizant.
Îmbunătățirile în ceea ce privește dimensiunea și calitatea telescopului au dus la descoperiri ulterioare. Astronomul englez John Flamsteed a catalogat peste 3000 de stele. Mai multe cataloage de stele au fost produse de Nicolas-Louis de Lacaille. Astronomul William Herschel a realizat un catalog detaliat al nebuloaselor și al roiurilor, iar în 1781 a descoperit planeta Uranus, prima planetă nou găsită. Distanța la o stea a fost anunțată în 1838, când paralaxa la 61 Cygni a fost măsurată de Friedrich Bessel.
În secolele XVIII-XIX, studiul problemei cu trei corpuri de către  Leonhard Euler, Alexis Claude Clairaut și Jean le Rond d'Alembert a dus la predicții mai exacte despre mișcările Lunii și ale planetelor. Această lucrare a fost perfecționată în continuare de Joseph-Louis Lagrange și Pierre Simon Laplace, permițând maselor planetelor și sateliților să fie estimate din perturbările lor.

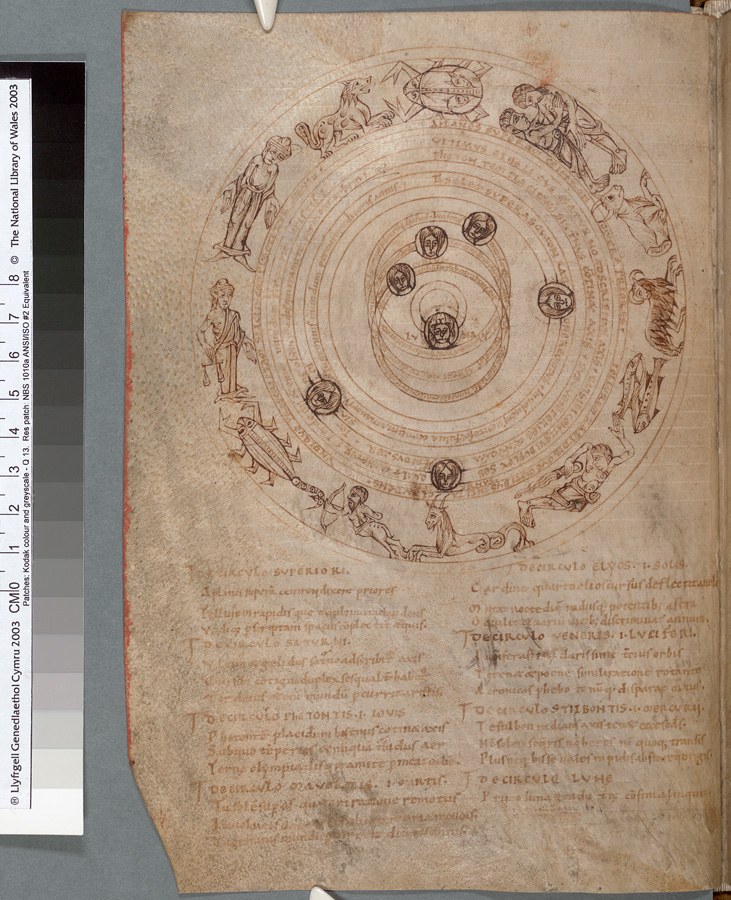
O diagramă astronomică dintr-un manuscris științific timpuriu, c. 1000

Avansuri semnificative în astronomie s-au produs odată cu introducerea de noi tehnologii, inclusiv spectroscopul și astrofotografia. Joseph von Fraunhofer a descoperit aproximativ 600 de linii în spectrul solar în 1814-15, și aproximativ 50 de ani mai târziu Gustav Kirchhoff a făcut legătura între spectre și compoziția chimică a obiectelor observate. Stelele s-au dovedit a fi similare cu Soarele, dar cu o gamă largă de temperaturi, mase și dimensiuni.
Existența galaxiei din care face parte Terra, Calea Lactee, ca un grup propriu de stele a fost dovedită abia în secolul XX, împreună cu existența galaxiilor „externe”. Recesiunea observată a acestor galaxii a dus la descoperirea expansiunii Universului. Astronomia teoretică a condus la speculații cu privire la existența unor obiecte, cum ar fi găurile negre și stelele neutronice, care au fost folosite pentru a explica astfel de fenomene observate precum quasarii, pulsarii, blazarii și radiogalaxii. Cosmologia fizică a făcut progrese uriașe în timpul secolului XX. La începutul anilor 1900, modelul teoriei Big Bang-ului a fost formulat, puternic evidențiat de radiațiile cosmice de fond, legea lui Hubble și de abundențele cosmologice ale elementelor. În februarie 2016, s-a dezvăluit că proiectul LIGO a detectat dovezi de unde gravitaționale în septembrie 2015.

## Astronomie observațională
Sursa principală de informații despre corpurile cerești și alte obiecte este lumina vizibilă sau mai general radiațiile electromagnetice. Astronomia observațională poate fi clasificată în funcție de regiunea corespunzătoare a spectrului electromagnetic pe care sunt făcute observațiile. Unele părți ale spectrului pot fi observate de pe suprafața Pământului, în timp ce alte părți sunt observabile doar de la altitudini mari sau din afara atmosferei Pământului. Informații specifice despre aceste subdomenii sunt prezentate mai jos.

### Radioastronomie

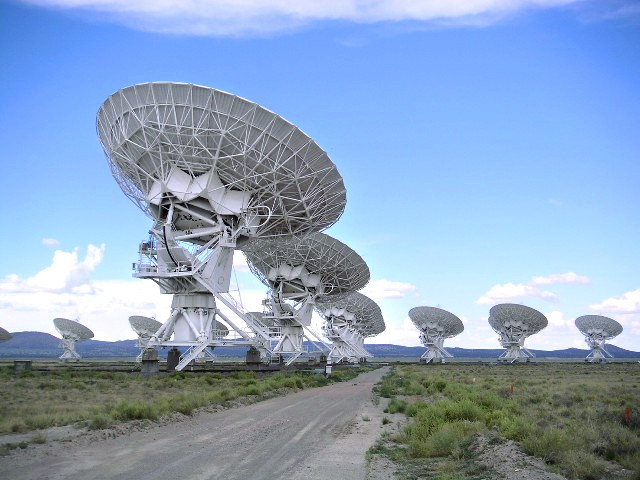
Very Large Array în New Mexico, un exemplu de radiotelescop

Radioastronomia utilizează radiații cu lungimi de undă mai mari de aproximativ un milimetru, în afara intervalului vizibil. Radioastronomia este diferită de majoritatea celorlalte forme de astronomie observațională prin faptul că undele radio observate pot fi tratate ca unde mai degrabă decât ca fotoni. Prin urmare, este relativ ușor să se măsoare atât amplitudinea cât și faza undelor radio, în timp ce aceasta nu se face la fel de ușor la lungimi de undă mai scurte.
Deși unele unde radio sunt emise direct de obiecte astronomice, un produs al emisiilor termice, cea mai mare parte a emisiilor radio observate este rezultatul radiației sincrotron, care este produsă când electronii orbitează câmpurile magnetice. În plus, o serie de linii spectrale produse de gazul interstelar, în special linia spectrală a hidrogenului la 21 cm, sunt observabile la lungimile de undă radio.
O mare varietate de alte obiecte pot fi observate la lungimile de undă radio, inclusiv supernovele, gazele interstelare, pulsarii și nucleele galactice active.

### Astronomie infraroșie

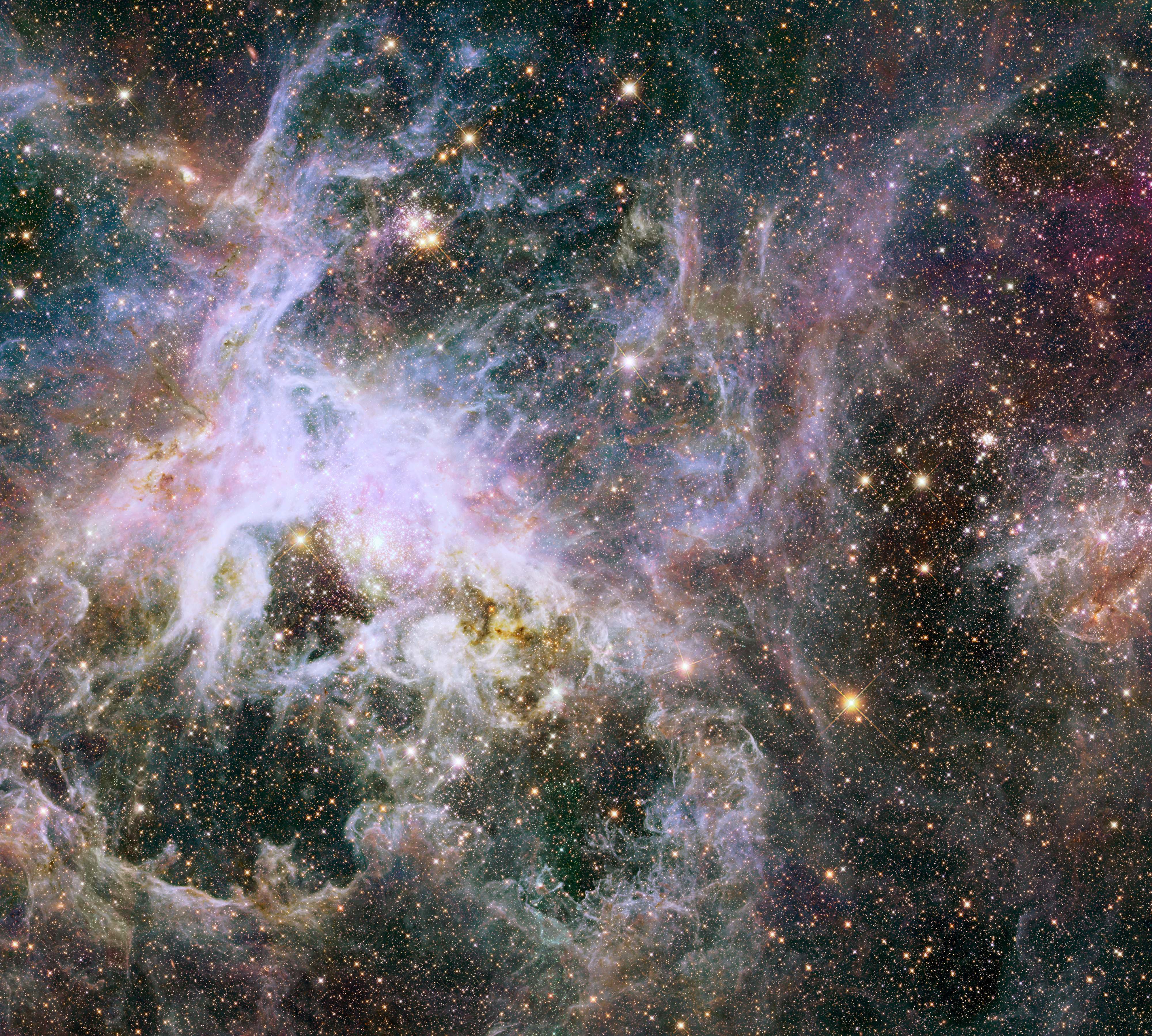
Vedere infraroșu Hubble a nebuloasei Tarantula.

Astronomia infraroșie se bazează pe detectarea și analiza radiațiilor infraroșii, lungimi de undă mai lungi decât lumina roșie și în afara razei de vedere. Spectrul infraroșu este util pentru studierea obiectelor care sunt prea reci pentru a radia lumină vizibilă, cum ar fi planetele, discurile circumstelare sau nebuloasele a căror lumină este blocată de praf. Lungimile de undă mai lungi ale infraroșului pot pătrunde norii de praf care blochează lumina vizibilă, permițând observarea stelelor tinere înglobate în nori moleculari și miezurile galaxiilor. Observațiile de la Wide-field Infrared Survey Explorer (WISE) au fost deosebit de eficiente la descoperirea a numeroase protostele galactice și a roiurilor de stele gazdă. Cu excepția lungimilor de undă în infraroșu apropiate de lumina vizibilă, o astfel de radiație este puternic absorbită de atmosferă sau mascată, deoarece atmosfera în sine produce emisii infraroșii semnificative. În consecință, observatoarele cu infraroșu trebuie să fie amplasate în locuri înalte și uscate de pe Pământ sau în spațiu. Unele molecule radiază puternic în infraroșu iar aceasta permite studiul chimiei spațiului; mai precis poate detecta apa din comete.

### Astronomie optică

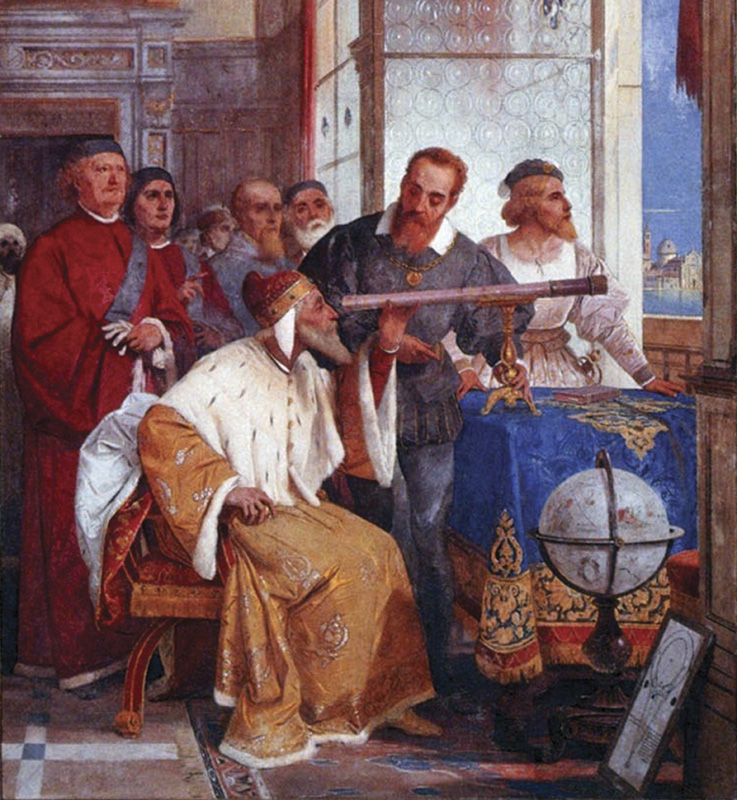
Frescă de Giuseppe Bertini care îl înfățișează pe Galileo arătând Dogeului Veneției cum se folosește telescopul

Istoric, astronomia optică, numită și astronomia luminii vizibile, este cea mai veche formă de astronomie. Inițial, imaginile observațiilor au fost desenate de mână. La sfârșitul secolului al XIX-lea și în cea mai mare parte a secolului XX, imaginile au fost realizate folosind echipamente fotografice. Imaginile moderne sunt realizate folosind detectoare digitale, în special folosind dispozitive cu cuplaj de sarcină (CCD) și înregistrate pe suport modern. Deși lumina vizibilă în sine se extinde de la aproximativ 4000 Å la 7000 Å (400 nm la 700 nm), același echipament poate fi utilizat pentru a observa unele radiații aproape ultraviolet și aproape infraroșu.

### Astronomie în ultraviolet
Astronomia în ultraviolet folosește lungimi de undă ultraviolete între aproximativ 100 și 3200 Å (10 până la 320 nm). Lumina la aceste lungimi de undă este absorbită de atmosfera Pământului, necesitând ca aceste observații să fie efectuate din atmosfera superioară sau din spațiu. Astronomia în ultraviolet este cea mai potrivită pentru studiul radiațiilor termice și a liniilor de emisie spectrale de la stelele albastre fierbinți (stelele OB) care sunt foarte strălucitoare în această bandă de unde. Aceasta include stelele albastre din alte galaxii, care au fost țintele mai multor studii ultraviolete.
Alte obiecte observate frecvent în lumina ultravioletă includ nebuloase planetare, resturi de supernove și nuclee galactice active. Cu toate acestea, deoarece lumina ultravioletă este absorbită cu ușurință de praful interstelar, este necesară o ajustare a măsurărilor ultraviolete.

### Astronomie cu raze-X

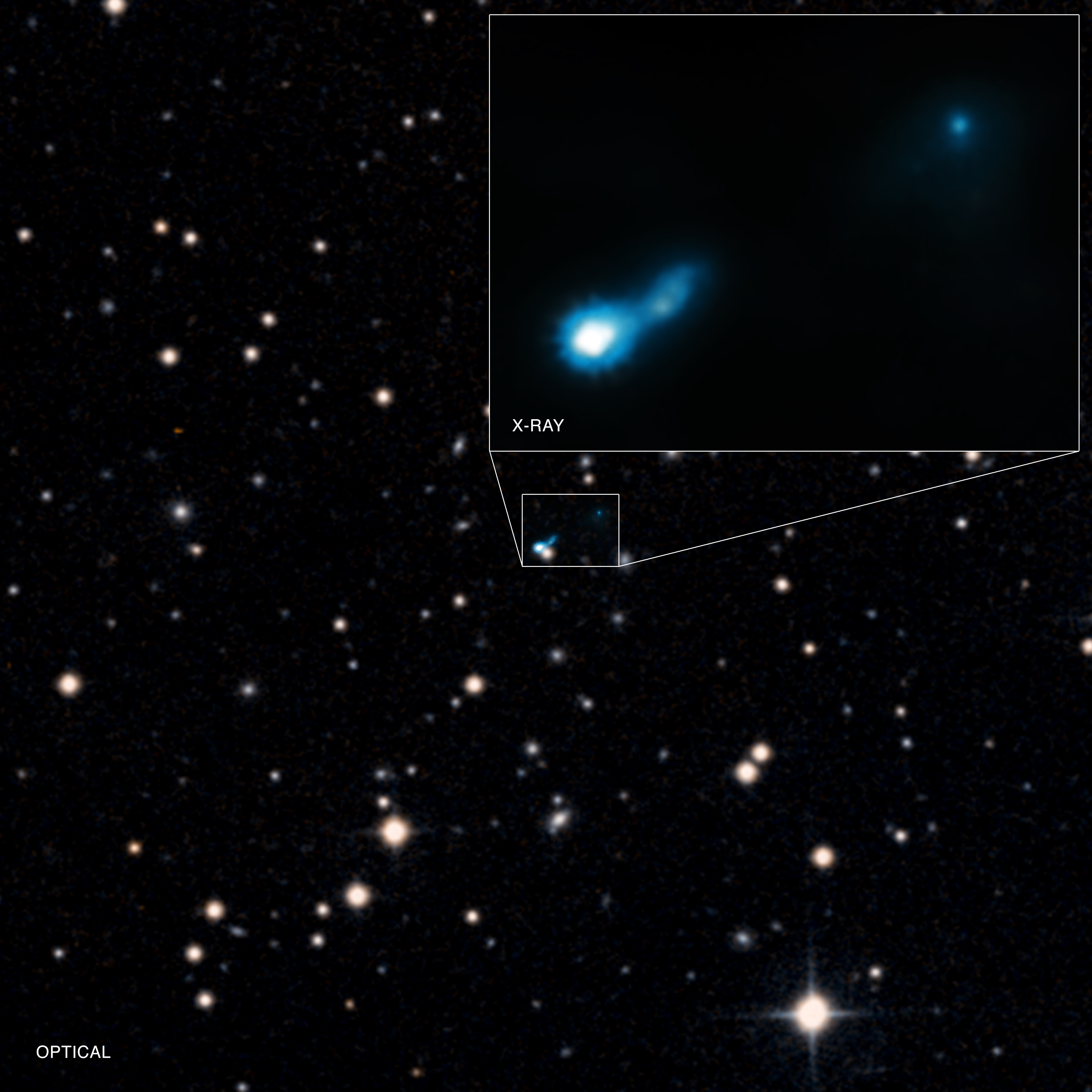
Jet de raze X, realizat dintr-o gaură neagră supermasivă, găsită de Observatorul de raze X Chandra al NASA, făcut vizibil de lumina din Universul timpuriu

Astronomia cu raze-X utilizează lungimi de undă cu raze-X. De obicei, radiațiile cu raze-X sunt produse prin emisie sincrotron (rezultatul electronilor care orbitează linii de câmp magnetic), emisie termică din gaze subțiri peste 107 (10 milioane) kelvin și emisii termice din gaze groase peste 107 kelvin. Deoarece razele X sunt absorbite de atmosfera terestră, toate observațiile cu raze X trebuie realizate din baloane de mare altitudine, rachete sau sateliți de astronomie cu raze X. Sursele de raze X notabile includ binarele cu raze X, pulsarii, resturi de supernove, galaxii eliptice, roiuri de galaxii și nuclei galactici activi.

### Astronomie cu raze gama
Astronomia cu raze gama observă obiecte astronomice la cele mai scurte lungimi de undă ale spectrului electromagnetic. Razele gama pot fi observate direct de sateliți cum ar fi Observatorul de radiație gama Compton sau de telescoape specializate numite telescoape atmosferice Cherenkov. Telescoapele Cherenkov nu detectează direct razele gamma, în schimb detectează sclipirile de lumină vizibilă produse atunci când razele gamma sunt absorbite de atmosfera Pământului.
Cele mai multe surse emitente de raze gamma sunt de fapt explozii de raze gamma, obiecte care produc radiații gamma doar pentru câteva milisecunde până la mii de secunde înainte de a dispărea. Doar 10% din sursele de raze gamma sunt surse netransitive. Acești emițători constanți de raze gamma includ pulsari, stele neutronice și candidați la găuri negre, cum ar fi nucleii galactici activi.

### Câmpuri care nu se bazează pe spectrul electromagnetic
Pe lângă radiația electromagnetică, pot fi observate și alte câteva evenimente originare de la distanțe mari de Pământ.
În astronomia neutrino, astronomii folosesc instalații subterane puternic protejate, cum ar fi SAGE, GALLEX și Kamioka II/III pentru detectarea neutrinilor. Marea majoritate a neutrinilor care circulă pe Pământ provin de la Soare, dar 24 de neutrini au fost detectați și din supernova 1987A. Razele cosmice, care constau în particule de energie foarte ridicate (nuclee atomice) care se pot descompune sau pot fi absorbite atunci când intră în atmosfera Pământului, au ca rezultat o cascadă de particule secundare care pot fi detectate de observatoarele actuale. Unele detectoarele de neutrini pot fi, de asemenea, sensibile la particulele produse atunci când razele cosmice lovesc atmosfera Pământului.
Astronomia cu unde gravitaționale este un câmp emergent al astronomiei care folosește detectoare de unde gravitaționale pentru a colecta date observaționale despre obiecte masive îndepărtate. Au fost construite câteva observatoare, cum ar fi Laser Interferometru Gravitational Observatory LIGO. LIGO a făcut prima sa detectare la 14 septembrie 2015, observând unde gravitaționale dintr-o gaură neagră binară. A doua undă gravitațională a fost detectată la 26 decembrie 2015 și observații suplimentare ar trebui să continue, însă undele gravitaționale necesită instrumente extrem de sensibile.
Combinația de observații făcute cu ajutorul radiațiilor electromagnetice, neutrini sau unde gravitaționale și alte informații complementare, este cunoscută sub denumirea de astronomie multi-mesager.

### Astrometrie și mecanică cerească

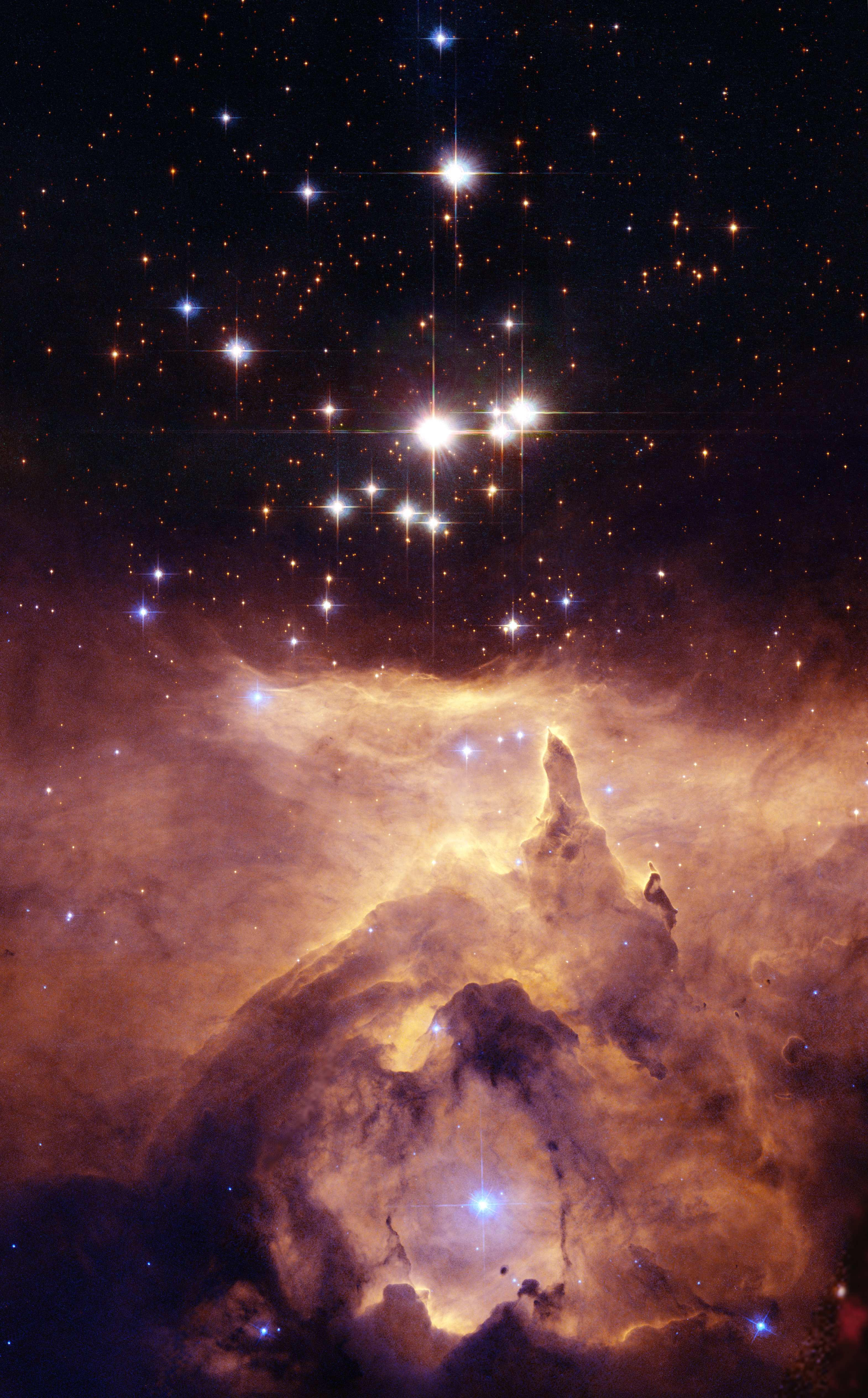
Roiul de stele Pismis 24 cu o nebuloasă

Unul dintre cele mai vechi domenii în astronomie și în toată știința este măsurarea pozițiilor obiectelor cerești. Istoric, cunoașterea exactă a pozițiilor Soarelui, Lunii, planetelor și stelelor a fost esențială în navigația cerească (utilizarea obiectelor cerești pentru ghidarea navigației) și în realizarea calendarelor.
Măsurarea atentă a pozițiilor planetelor a dus la o înțelegere solidă a perturbațiilor gravitaționale și la o capacitate de a determina pozițiile trecute și viitoare ale planetelor cu o mare precizie, un domeniu cunoscut sub numele de mecanica cerească. Mai recent, urmărirea obiectelor din apropierea Pământului va permite prezicerea unor întâlniri apropiate sau a unei potențiale coliziuni a Pământului cu acele obiecte.
Măsurarea paralaxei stelelor din apropiere oferă o bază fundamentală în scara distanței cosmice care este utilizată pentru a măsura scara Universului. Măsurările paralxei stelelor din apropiere oferă o bază de referință absolută pentru proprietățile stelelor mai îndepărtate, deoarece proprietățile lor pot fi comparate. Măsurătorile vitezei radiale și mișcarea proprie a stelelor permit astronomilor să traseze mișcarea acestor sisteme prin galaxia Căii Lactee. Rezultatele astrometrice reprezintă baza utilizată pentru calcularea distribuției materiei întunecate speculate în galaxie.
În decursul anilor 1990, măsurarea ondulării stelare a stelelor din apropiere a fost folosită pentru a detecta planete extrasolare mari care orbitează acele stele.

## Astronomie teoretică
Astronomii teoretici folosesc mai multe instrumente, inclusiv modele analitice și simulări numerice de calcul; fiecare are avantajele sale particulare. Modelele analitice ale unui proces sunt, în general, mai bune pentru a oferi o perspectivă mai largă a ceea ce se întâmplă. Modelele numerice dezvăluie existența unor fenomene și efecte altfel neobservate.
Teoreticienii în astronomie încearcă să creeze modele teoretice și din rezultate prezic consecințele observaționale ale acestor modele. Observarea unui fenomen prevăzut de un model permite astronomilor să aleagă între mai multe modele alternative sau conflictuale ca fiind cel mai capabil să descrie fenomenele.
Teoreticienii încearcă, de asemenea, să genereze sau să modifice modele pentru a ține cont de date noi. În cazul unei neconcordanțe între date și rezultatele modelului, tendința generală este de a încerca să facă modificări minime ale modelului, astfel încât să producă rezultate care să se potrivească cu datele. În unele cazuri, o cantitate mare de date inconsistente în timp poate duce la abandonarea totală a unui model.
Fenomenele modelate de astronomii teoretici includ: dinamica și evoluția stelelor; formarea galaxiilor; distribuția pe scară largă a materiei în Univers; originea razelor cosmice; relativitatea generală și cosmologia fizică, incluzând cosmologia coardelor și fizica astroparticulelor. Relativitatea astrofizică servește ca instrument pentru a măsura proprietățile structurilor la scară largă pentru care gravitația joacă un rol semnificativ în fenomenele fizice cercetate și ca bază pentru gaura neagră și studiul undelor gravitaționale.
Unele teorii și modele larg acceptate și studiate în astronomie, acum incluse în modelul Lambda-CDM sunt: Big Bang, materia întunecată și teoriile fundamentale ale fizicii.
Câteva exemple ale acestui proces:
| Proces fizic         | Instrument experimental         | Model teoretic            | Explică / prezice                                  |
| Gravitație           | Radiotelescop                   | Sistem de auto-gravitație | Apariția unui sistem de stele                      |
| Fuziune nucleară     | Spectroscopie                   | Evoluția stelelor         | Cum strălucesc stelele și cum s-au format metalele |
| Big Bang             | Telescopul Spațial Hubble, COBE | Expansiunea Universului   | Vârsta Universului                                 |
| Fluctuație cuantică  |                                 | Inflație cosmică          | Problema platitudinii                              |
| Colaps gravitațional | Astronomie cu raze-X            | Relativitate generală     | Găuri negre din centrul Galaxiei Andromeda         |
| Ciclul CNO în stele  |                                 |                           | Sursa dominantă de energie pentru stele masive.    |

Alături de inflația cosmică, materia întunecată și energia întunecată sunt subiectele de frunte în astronomie, descoperirea și controversa lor luând naștere în timpul studierii galaxiilor.

## Subdomenii specifice

### Astrofizică

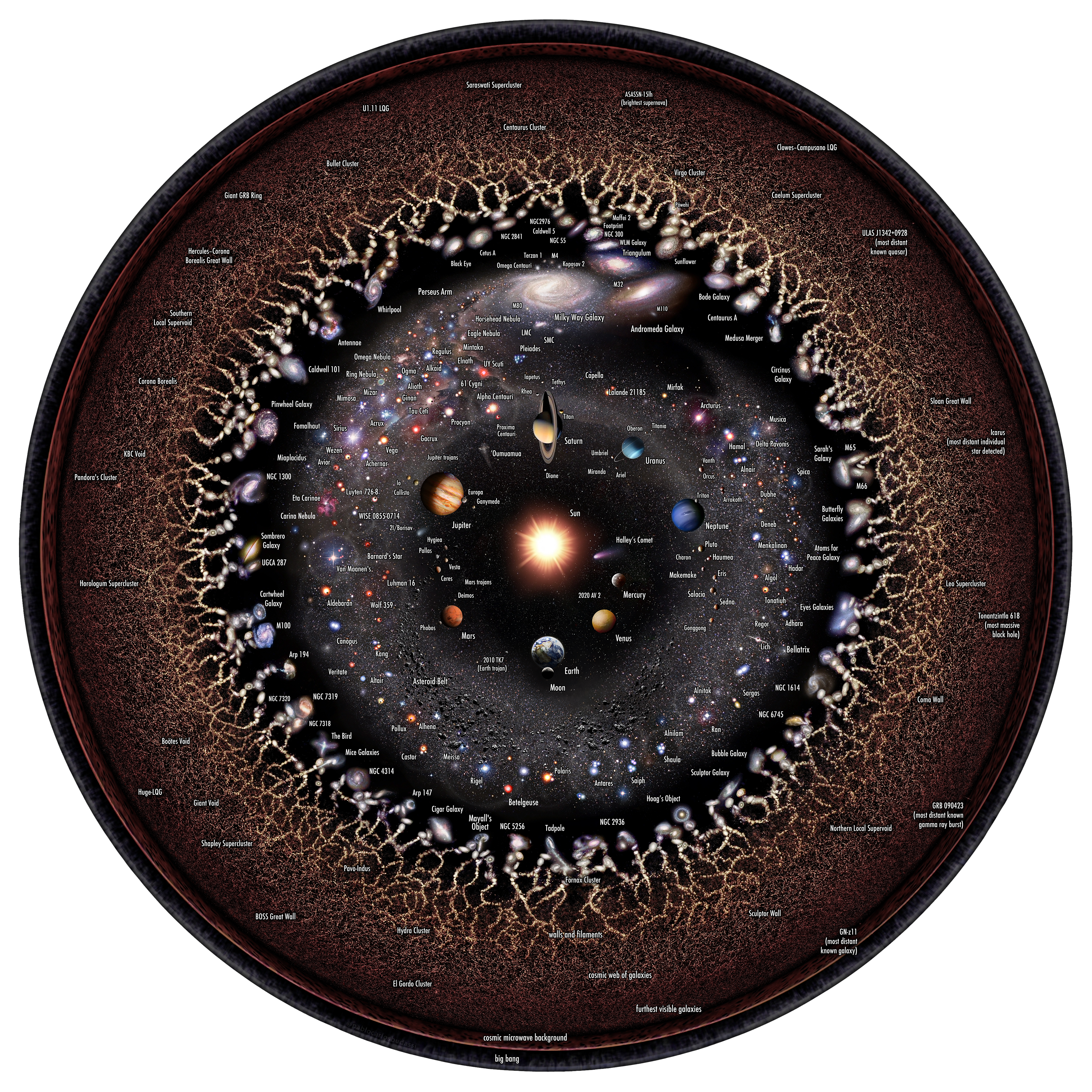
Astrofizica aplică fizica și chimia pentru a înțelege măsurătorile făcute de astronomie. Reprezentarea Universului observabil care include imagini de la Hubble și alte telescoape.

Astrofizica este ramura astronomiei care folosește principiile fizicii și chimiei „pentru a constata natura obiectelor astronomice, mai degrabă decât pozițiile sau mișcările lor în spațiu”. Printre obiectele studiate se numără Soarele, alte stele, galaxii, planete extrasolare, mediul interstelar și radiația cosmică de fond. Emisiile lor sunt examinate în toate părțile spectrului electromagnetic, iar proprietățile examinate includ luminozitate, densitate, temperatură și compoziție chimică. Deoarece astrofizica este un subiect foarte larg, astrofizicienii aplică de obicei mai multe discipline ale fizicii, inclusiv mecanică, electromagnetism, mecanica statistică, termodinamică, mecanică cuantică, relativitate, fizică nucleară, fizica particulelor, Fizică atomică și moleculară.
În practică, cercetarea astronomică modernă implică adesea o cantitate substanțială de muncă în domeniile fizicii teoretice și observaționale. Unele domenii de studiu pentru astrofizicieni includ încercările lor de a determina proprietățile materiei întunecate, energiei întunecate și a găurilor negre; dacă este posibilă sau nu călătoria în timp, dacă se pot forma găuri de vierme sau există multivers; și originea și soarta finală a universului.
Subiectele studiate, de asemenea, de astrofizicieni teoretici includ formarea și evoluția sistemului solar; dinamica și evoluția stelară; formarea și evoluția galaxiilor; magnetohidrodinamică; structuri pe scară largă a materiei din univers; originea razelor cosmice; relativitate generală și cosmologie fizică, incluzând fizica astroparticulelor.

### Astrochimie
Astrochimia este studiul abundenței și reacțiilor moleculelor din Univers și a interacțiunii acestora cu radiațiile. Disciplina este o suprapunere a astronomiei și chimiei. Cuvântul „astrochimie” poate fi aplicat atât la Sistemul Solar, cât și la cel interstelar.
Studiul abundenței de elemente și raporturi de izotopi în obiecte din Sistemul Solar, cum ar fi meteoriții, se mai numește cosmochimie în timp ce studiul atomilor și moleculelor interstelare și interacțiunea lor cu radiațiile este uneori numit astrofizică moleculară. Formarea, compoziția atomică și chimică, evoluția și soarta norilor de gaze moleculare prezintă un interes special, deoarece din acești nori se formează sisteme solare. Studiile în acest domeniu contribuie la înțelegerea formării Sistemului Solar, a originii și geologiei Pământului, a abiogenezei și a originii climei și oceanelor.

### Astrobiologie
Astrobiologia este un domeniu științific interdisciplinar preocupat de originile, evoluția timpurie, distribuția și viitorul vieții în univers. Astrobiologia ia în considerare problema existenței vieții extraterestre și modul în care oamenii o pot detecta. Termenul de exobiologie este similar.
Astrobiologia folosește biologie moleculară, biofizică, biochimie, chimie, astronomie, cosmologie fizică, exoplanetologie și geologie pentru a investiga posibilitatea vieții pe alte lumi și pentru a ajuta la recunoașterea biosferelor care ar putea fi diferite de cea de pe Pământ. Originea și evoluția timpurie a vieții reprezintă o parte inseparabilă a disciplinei astrobiologie. Astrobiologia se preocupă de interpretarea datelor științifice existente și în primul rând de ipoteze care se încadrează ferm în teoriile științifice existente.
Acest domeniu interdisciplinar cuprinde cercetări privind originea sistemelor planetare, originile compușilor organici în spațiu, interacțiunile rocă-apă-carbon, abiogeneza pe Terra, locuibilitatea planetară, cercetarea biosemnaturilor pentru detectarea vieții și studiile privind potențialul vieții de a se adapta la provocări pe Terra și în spațiul exterior.

### Cosmologie fizică
Cosmologie (din grecescul κόσμος (kosmos), „lume, univers” și λόγος (logos)  „cuvânt, studiu”) ar putea fi considerată studiul Universului în ansamblu.
Observările structurilor pe scară largă a Universului, o ramură cunoscută sub numele de cosmologie fizică, au oferit o înțelegere profundă a formării și evoluției cosmosului. Fundamental pentru cosmologia modernă este teoria acceptată Big Bang, în care Universul nostru a început la un moment dat și apoi s-a extins pe parcursul a 13,8 miliarde de ani la starea actuală. Conceptul de Big Bang poate fi urmărit din descoperirea radiației cosmice de fond în 1965.
Pe parcursul acestei expansiuni, Universul a trecut prin mai multe etape evolutive. În primele momente, se teoretizează că Universul a cunoscut o inflație cosmică foarte rapidă, care a omogenizat condițiile de pornire. După aceea, nucleosinteza a produs abundența elementară a Universului timpuriu.
Când primii atomi neutri s-au format dintr-o mare de ioni primordiali, spațiul a devenit transparent radiațiilor, eliberând energia privită astăzi drept radiația de fond cu microunde. Universul în expansiune a suferit apoi o epocă întunecată din cauza lipsei surselor de energie stelare.

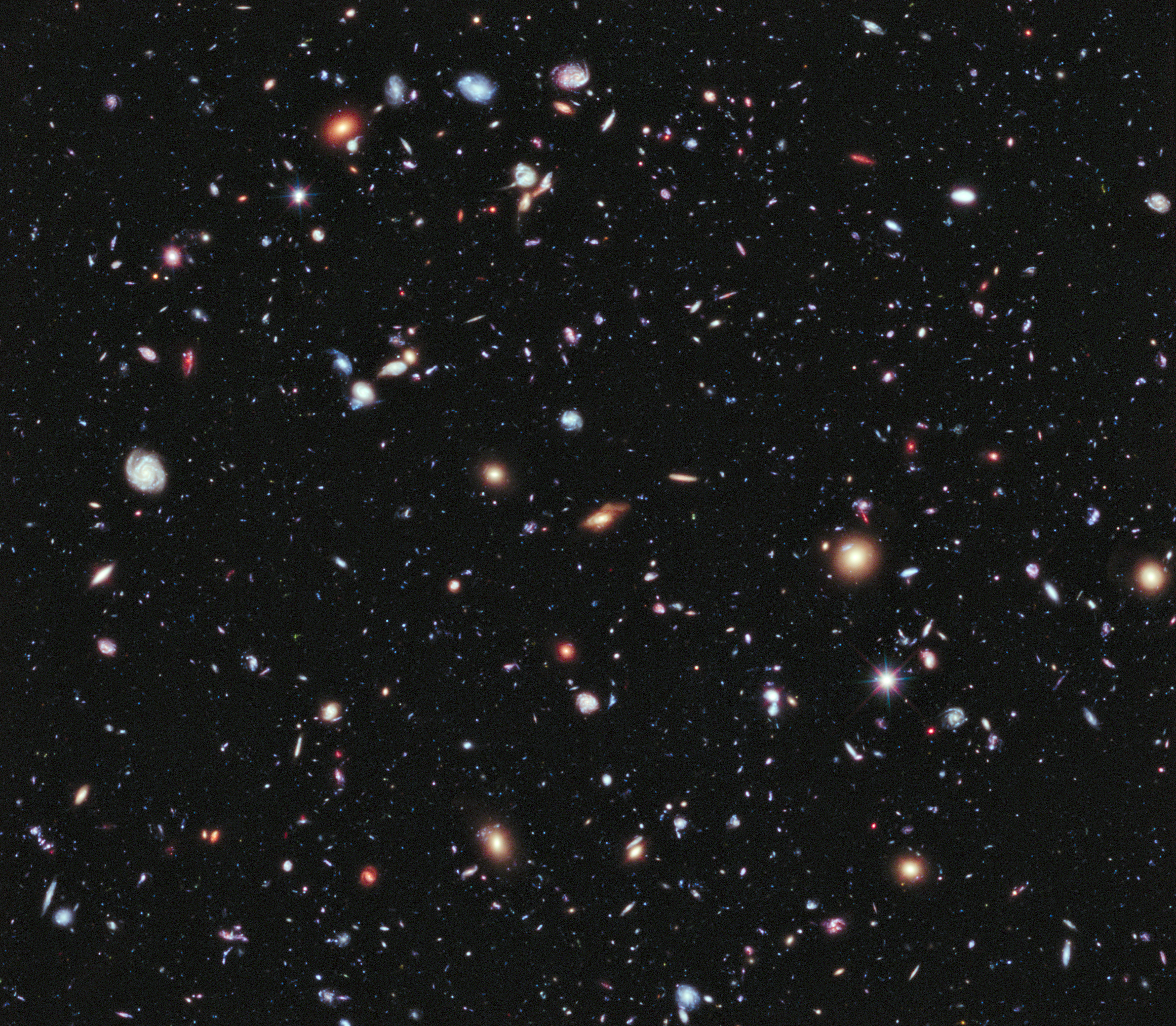
Hubble Ultra Deep Field

O structură ierarhică a materiei a început să se formeze din variații minuscule în densitatea de masă a spațiului. Materia acumulată în cele mai dense regiuni a format cele mai vechi stele. Aceste stele masive au declanșat procesul de reionizare și se crede că au creat multe dintre elementele grele din Universul timpuriu, care, prin descompunerea nucleară, creează elemente mai ușoare, permițând ciclul nucleosintezei să continue mai mult.
Agregările gravitaționale sunt grupate în filamente, lăsând vid în goluri. Treptat, organizațiile de gaze și praf s-au contopit pentru a forma primele galaxii primitive. De-a lungul timpului, acestea au adus mai multă materie și au fost adesea organizate în grupuri și roiuri de galaxii, apoi în super-roiuri la scară mai mare.
Diverse domenii ale fizicii sunt cruciale pentru studierea universului. Studiile interdisciplinare implica domeniile mecanicii cuantice, fizica particulelor, fizica plasmei, fizica materiei condensate, mecanica statistică, optica și fizica nucleară.
Fundamental pentru structura Universului este existența materiei întunecate și a energiei întunecate. Acestea sunt acum considerate a fi componentele sale dominante, formând 96% din masa Universului. Din acest motiv, se depune mult efort în încercarea de a înțelege fizica acestor componente.

### Astronomie extragalactică

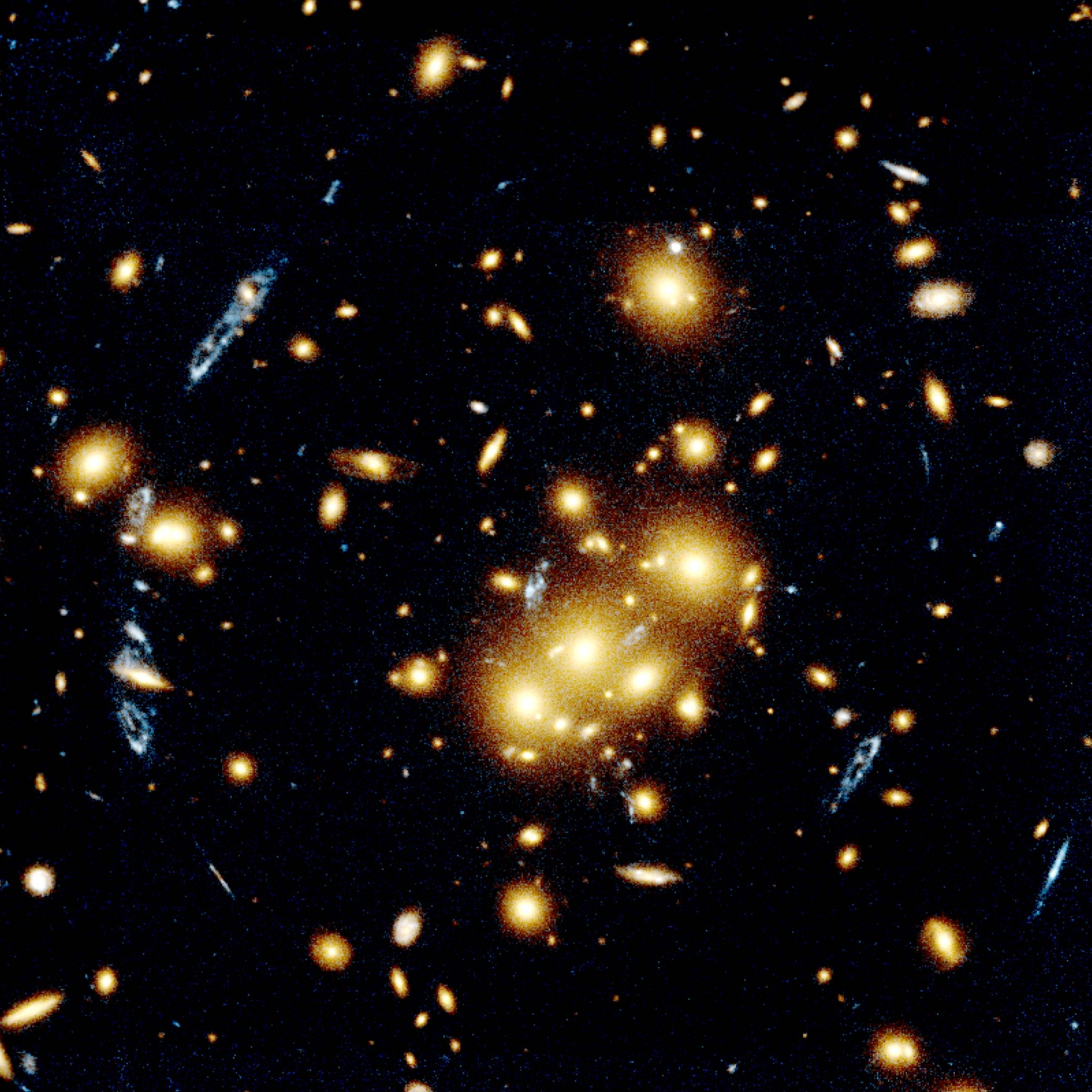
Această imagine prezintă mai multe obiecte în formă de buclă albastră, care sunt imagini multiple ale aceleiași galaxii, dublate de efectul de lentilă gravitațională din roiul de galaxii galbene din apropierea mijlocului fotografiei. Lentila este produsă de câmpul gravitațional al roiului care curbează lumina pentru a mări și distorsiona imaginea unui obiect mai îndepărtat.

Studiul obiectelor din afara galaxiei noastre este o ramură a astronomiei preocupată de formarea și evoluția galaxiilor, morfologia (descrierea) și clasificarea lor, observarea galaxiilor active și la o scară mai mare, grupurile și roiurile de galaxii. Acestea din urmă sunt importante pentru înțelegerea structurii pe scară largă a cosmosului.
Majoritatea galaxiilor sunt organizate în forme distincte care permit scheme de clasificare. Sunt împărțite în mod obișnuit în galaxii spiralate, eliptice și neregulate.
După cum sugerează și numele, o galaxie eliptică are forma secțiunii transversale a unei elipse. Stelele se mișcă de-a lungul orbitelor aleatorii, fără o direcție preferată. Aceste galaxii conțin praf interstelar puțin sau deloc, puține regiuni care formează stele și, în general, stele mai vechi. Galaxiile eliptice sunt mai frecvent întâlnite în miezul grupurilor galactice și s-ar putea să fi fost formate prin fuziunile galaxiilor mari.
O galaxie spirală este organizată într-un disc rotativ plat, de obicei cu o bară proeminentă sau o bară în centru și trasând brațe strălucitoare care spiralează spre exterior. Brațele sunt regiuni de formare de stele pline de praf în care stele tinere masive produc o nuanță albastră. Galaxiile spiralate sunt în general înconjurate de un halou de stele mai vechi. Atât Calea Lactee cât și unul dintre vecinii noștri apropiați, Galaxia Andromeda, sunt galaxii în spirală.
Galaxiile neregulare au aspect haotic și nu sunt nici spirală, nici eliptică. Aproximativ un sfert din toate galaxiile sunt neregulate, iar formele particulare ale acestor galaxii pot fi rezultatul interacțiunii gravitaționale.
O galaxie activă este o formațiune care emite o cantitate semnificativă de energie dintr-o altă sursă decât stelele sale, praful și gazul. Este alimentat de o regiune compactă din miez, considerată a fi o gaură neagră supermasivă care emite radiații din materialul care intră în cădere.
O galaxie radio este o galaxie activă, care este foarte luminoasă în porțiunea radio a spectrului și emite un penaj imens de gaz. Galaxiile active care emit frecvențe mai scurte, cu radiație de înaltă energie includ galaxii Seyfert, quasari și blazari. Quasarii sunt considerați cele mai constant luminoase obiecte din universul cunoscut.
Structura pe scară largă a cosmosului este reprezentată de grupuri și roiuri de galaxii. Această structură este organizată într-o ierarhie de grupări, cea mai mare fiind super-roiurile. Materia colectivă se formează în filamente și pereți, lăsând goluri mari între ele. 

### Astronomie galactică

Brațele spiralate ale Căii Lactee

Sistemul Solar orbitează în Calea Lactee, o galaxie spirală barată care este un membru proeminent al Grupului Local de galaxii. Este o masă rotativă de gaz, praf, stele și alte obiecte, ținute împreună de o atracție gravitațională reciprocă. Cum Terra este situată în brațele exterioare pline de praf, există porțiuni mari ale Căii Lactee care nu se văd bine.
În centrul Căii Lactee se află miezul, o umflătură în formă de bară cu ceea ce se crede a fi o gaură neagră supermasivă în centrul ei. Aceasta este înconjurată de patru brațe principale care spiralează din miez. Este o regiune de formare activă, care conține multe stele de populație I. Discul este înconjurat de un halou sferoid de stele mai vechi, de populație II, precum și de concentrații relativ dense de stele cunoscute sub numele de roiuri globulare.
Între stele se află mediul interstelar, o regiune unde materia este rară. În cele mai dense regiuni, nori moleculari de hidrogen molecular și a altor elemente creează regiuni formatoare de stele. Acestea încep ca un nucleu pre-stelar compact sau nebuloase întunecate, care se condensează și colapsează (în volume determinate de lungimea Jeans) pentru a forma protostele compacte.
Pe măsură ce stele masive apar, ele transformă norul într-o regiune H II (hidrogen atomic ionizat) de gaz strălucitor și plasmă. Vântul stelar și exploziile supernove de la aceste stele provoca în cele din urmă dispersarea norului, de multe ori lasând în urmă unul sau mai multor roiuri tinere de stele. Aceste roiuri se dispersează treptat, iar stelele se alătură populației din Calea Lactee.
Studiile cinematice ale materiei din Calea Lactee și din alte galaxii au demonstrat că există mai multă masă decât poate fi contabilizată de materia vizibilă. Un halou de materie întunecată pare să domine masa, deși natura acestei materii întunecate rămâne nedeterminată.

### Astronomie stelară

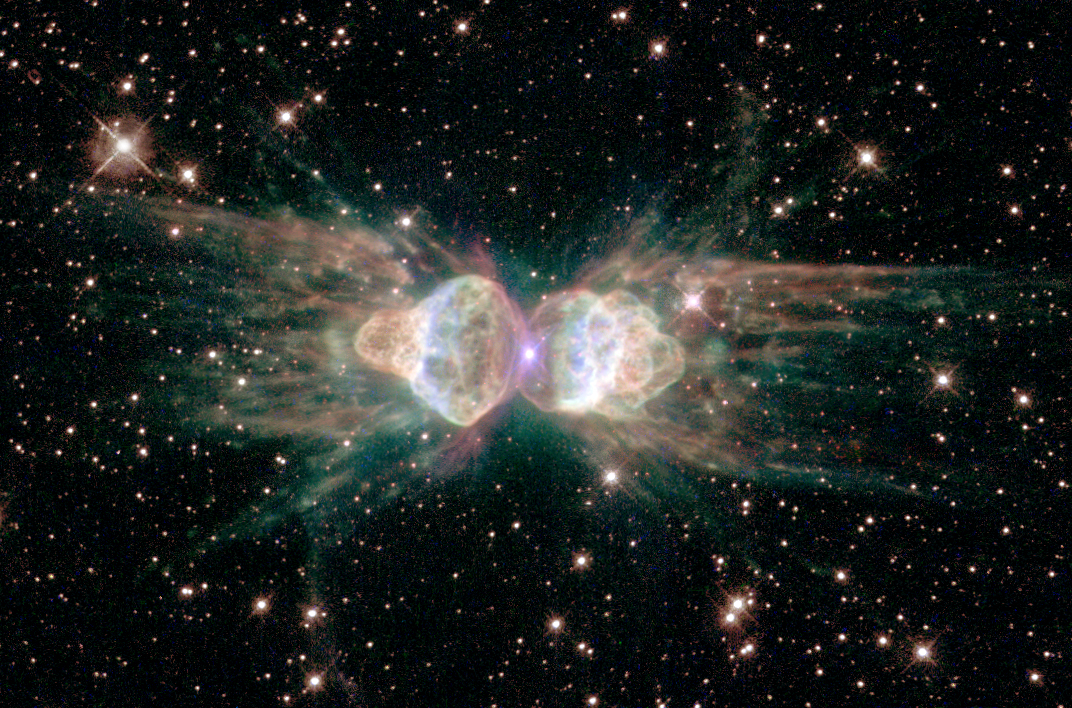
Mz 3, denumit adeasea nebuloasa planetară Furnica. Ejectarea gazului din steaua centrală care moare prezintă tipare simetrice spre deosebire de modelele haotice ale exploziilor obișnuite.

Studiul stelelor și a evoluției stelare este fundamental pentru înțelegerea noastră despre Univers. Astrofizica stelelor a fost determinată prin observație și înțelegere teoretică precum și din simulările computerizate ale interiorului. Formarea stelelor are loc în regiuni dense de praf și gaz, cunoscute sub numele de nori moleculari uriași. Când sunt destabilizate, fragmentele de nor se pot prăbuși sub influența gravitației, pentru a forma o protostea. O regiune de miez suficient de densă și fierbinte va declanșa fuziunea nucleară, creând astfel o stea cu secvență principală.
Aproape toate elementele mai grele decât hidrogenul și heliul au fost create în nucleele stelelor.
Caracteristicile stelei rezultate depind în primul rând de masa sa inițială. Cu cât steaua este mai masivă, cu atât este mai mare luminozitatea, apar mai repede reacțiile de fuziune și cu atât mai rapid scade alimentarea cu hidrogen în nucleul stelar.  În timp, hidrogenul este complet convertit în heliu, iar stea accelerează evoluția. Heliul „arzător” necesită o temperatură mai ridicată, astfel încât steaua crește atât ca mărime, cât și ca densitate în nucleu. Giganta roșie rezultată formată din straturile exterioare în expansiune se bucură de o durată de viață scurtă, înainte ca rezervele de heliu din nucleu să fie la rândul lor consumate. Stelele foarte masive trec printr-o serie de etape succesive mai scurte, producând elemente din ce în ce mai grele.
Soarta finală a unei stele depinde de masa sa, o stea cu masă mai mare de opt mese solare explodează ca supernovă în timp ce o stea de masă mai mică formează o nebuloasă planetară iar apoi evoluează ca pitică albă. Reziduul din explozia supernovei este o stea densă de neutroni sau, acă masa nucleului dens depășește masa Soarelui de mai mult de trei ori, se va forma o gaură neagră.
Stelele binare orbitante strâns au căi evolutive mai complexe, cum ar fi transferul de masă către o pitică albă însoțitoare care poate provoca o supernovă. Nebuloasele planetare și supernovele distribuie în mediul interstelar „metalele” produse în stea prin fuziune; fără ele, toate stelele noi (și sistemele lor planetare) ar fi formate doar din hidrogen și heliu.

### Astronomie solară

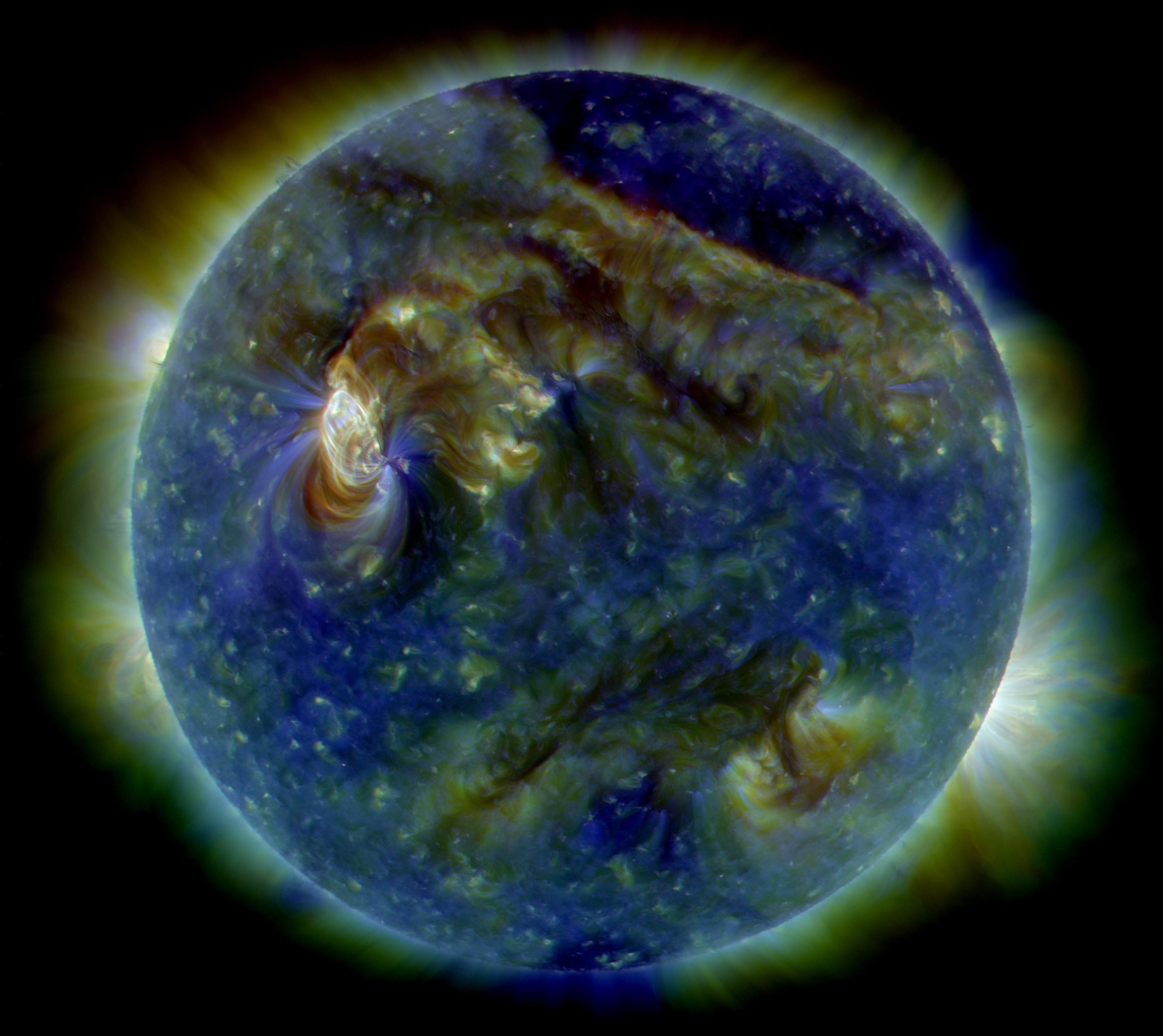
O imagine ultravioletă a fotosferei active a Soarelui, văzută de Solar Dynamics Observatory, 2010

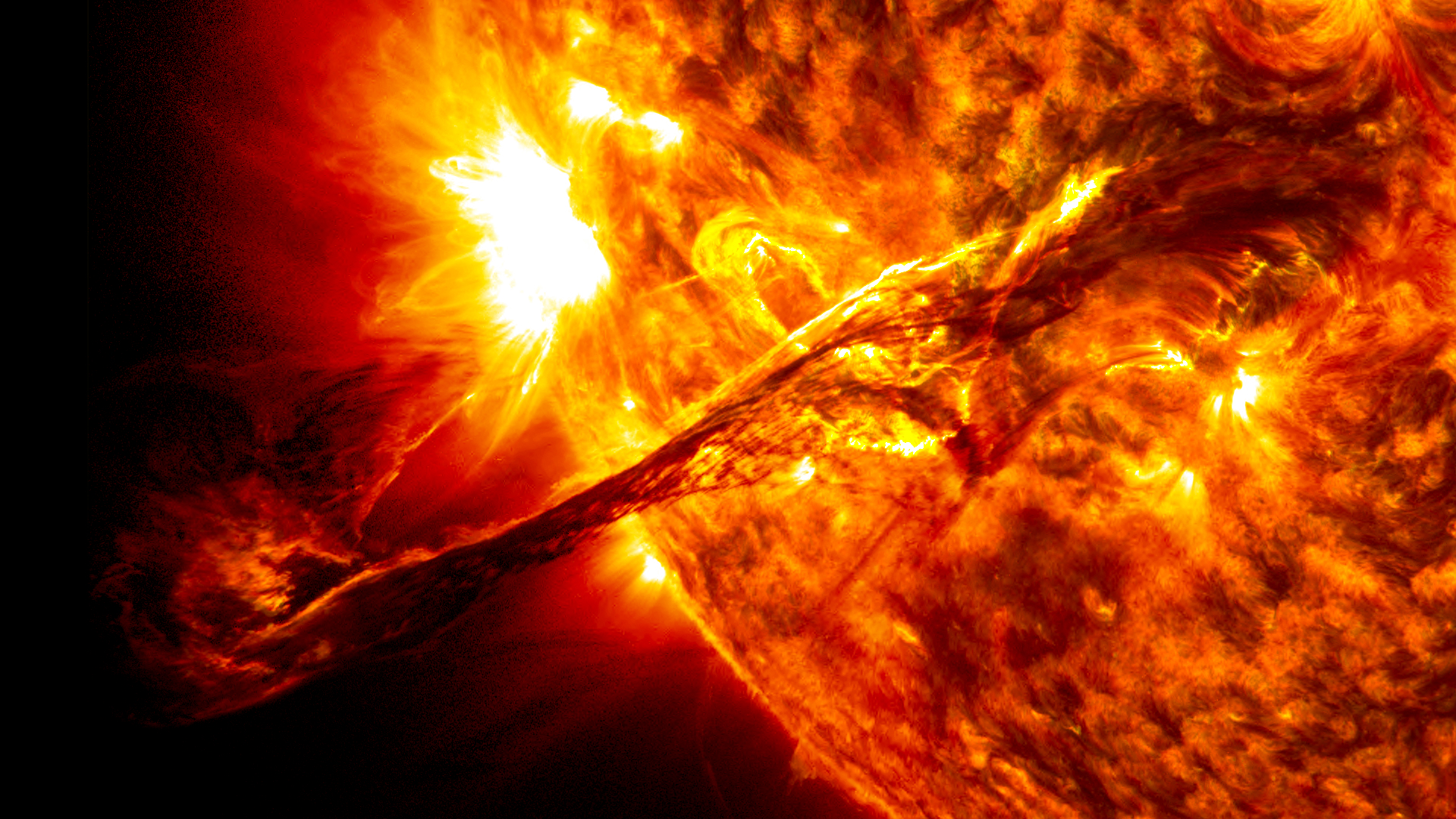
O proeminență solară erupe în august 2012, capturată de SDO.

Cea mai studiată stea este Soarele, situat la aproximativ opt minute lumină de Pământ. Soarele este o stea pitică cu secvență principală din clasa G2 V stelară și are aproximativ 4,6 miliarde de ani vechime. Soarele nu este considerat o stea variabilă, dar suferă modificări periodice ale activității cunoscute sub numele de ciclul petelor solare. În ciclul de unsprezece ani, există modificări în numărul de pete solare, radiații radio, ejectii coronale și intensitatea vântului solar. Petele solare sunt regiuni cu temperaturi mai mici decât media, care sunt asociate cu o activitate magnetică intensă.
Soarele a crescut constant în luminozitate cu 40% de când a devenit pentru prima dată o stea cu secvență principală. Soarele a suferit, de asemenea, modificări periodice ale luminozității care pot avea un impact semnificativ asupra Pământului. De exemplu, se crede că minimul lui Maunder a cauzat fenomenul Mica eră glaciară din Evul Mediu.
Suprafața exterioară vizibilă a Soarelui se numește fotosferă. Deasupra acestui strat se află o regiune subțire cunoscută sub numele de cromosferă. Aceasta este înconjurată de o regiune de tranziție cu temperaturi în creștere rapidă, iar în final de coroana supraîncălzită.
În centrul Soarelui este un nucleu unde temperatura și presiunea sunt suficient de ridicate pentru ca reacțiile termonucleare să apară. Deasupra nucleului se află zona de radiații, unde plasma transmite fluxul de energie cu ajutorul radiațiilor. Deasupra, este zona de convecție unde materialul gazos transportă energie în principal prin deplasarea fizică a gazului cunoscut sub numele de convecție. Se crede că mișcarea masei în zona de convecție creează activitatea magnetică care generează pete solare.
Un flux de particule sub forma unui vânt solar curge constant din Soare spre exterior până când, la limita exterioară a Sistemului Solar ajunge la heliopauză. Pe măsură ce vântul solar ajunge la Pământ, acesta interacționează cu câmpul magnetic al Terrei (magnetosferă) și deviază vântul solar, ceea ce duce la formarea centurii de radiații Van Allen care înconjoară Pământul. Aurora este creată atunci când particulele de vânt solar sunt ghidate de liniile de flux magnetic în regiunile polare ale Pământului, unde liniile intră în atmosferă.

## Astronomie de amatori

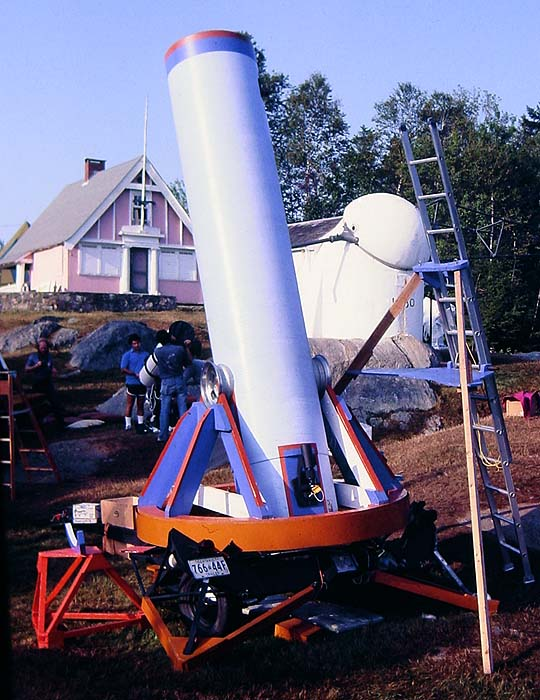
Astronomii amatori își pot construi propriile echipamente.

Astronomia este una dintre științele la care amatorii pot contribui cel mai mult. Astronomii amatori ca grup realizează observații ale diferitelor corpuri și fenomene cerești, uneori cu ajutorul unor dispozitive pe care și le construesc singuri. Printre obiectivele obișnuite ale astronomilor amatori se numără: Soarele, Luna, planetele, stelele, cometele, ploile de meteori și o varietate de obiecte din cerul profund, cum ar fi roiuri de stele, galaxii și nebuloase. Cluburile de astronomie sunt situate în întreaga lume și multe au programe pentru a-și ajuta membrii să-și înființeze și să completeze programe de observație, inclusiv cele pentru a observa toate obiectele din Messier. (Cele 110 obiecte din Catalogul Messier sunt propuse să fie observate într-o singură noapte, cu anumite condiții, în Maratonul Messier). O ramură a astronomiei amatorilor, astrofotografia amatorilor, implică realizarea de fotografii cu cerul în timpul nopții. Multor amatori le place să se specializeze în observarea anumitor obiecte, tipuri de obiecte sau tipuri de evenimente care îi interesează.
Majoritatea amatorilor lucrează la lungimi de undă vizibile, dar o mică parte experimentează lungimi de undă în afara spectrului vizibil. Aceasta include utilizarea de filtre infraroșii pe telescoape convenționale, precum și utilizarea de radiotelescoape. Pionierul astronomiei radioamatorilor a fost Karl Jansky, care a început să observe cerul la lungimile de undă radio în anii '30. O serie de astronomi amatori folosesc fie telescoape construite de ei, fie telescoape radio care au fost inițial construite pentru cercetări în domeniul astronomiei, dar care sunt acum disponibile pentru amatori (de exemplu, Telescopul One-Mile).
Astronomii amatori continuă să aducă contribuții științifice în domeniul astronomiei și este una dintre puținele discipline științifice în care amatorii pot încă să contribuie semnificativ. Amatorii pot efectua măsurători de ocultare care sunt folosite pentru a rafina orbitele planetelor minore. De asemenea, pot descoperi comete și pot face observații regulate ale stelelor variabile. Îmbunătățirile tehnologiei digitale au permis amatorilor să înregistreze progrese impresionante în domeniul astrofotografiei.

## Probleme nerezolvate în astronomie

Deși disciplina științifică a astronomiei a făcut progrese extraordinare în înțelegerea naturii Universului și a conținutului acestuia, rămân câteva întrebări importante fără răspuns.  Răspunsul la unele dintre ele va necesita construirea de noi dispozitive de cercetare la sol și în spațiu, precum și progrese în fizica teoretică și experimentală.
- Care este originea spectrului de masă stelar? Adică, de ce astronomii observă aceeași distribuție a maselor stelare — funcție de masă inițială — aparent indiferent de condițiile inițiale?[108] Este necesară o înțelegere mai profundă a formării stelelor și a planetelor.
- Există o altă viață în Univers? Mai ales, mai există o altă viață inteligentă? Dacă da, care este explicația pentru Paradoxul lui Fermi? Existența vieții în altă parte are implicații științifice și filosofice importante.[109][110] Sistemul Solar este normal sau atipic?
- Care este natura materiei întunecate și a energiei întunecate? Acestea domină evoluția și soarta Universului, însă adevărata lor natură rămâne necunoscută.[111]
- Care va fi soarta finală a Universului?[112]
- Cum s-au format primele galaxii?[113] Cum s-au format găurile negre supermasive?[114]
- Ce creează razele cosmice cu energie înaltă?[115]
- De ce abundența de litiu în Univers este de patru ori mai mică decât cea prevăzută de modelul standard Big Bang?[116]
- Ce se întâmplă cu adevărat dincolo de orizontul evenimentului?[117]